# Репников, Александр Витальевич
Алекса́ндр Вита́льевич Ре́пников (род. 6 марта 1973, Москва, СССР) — российский историк, архивист, археограф. Доктор исторических наук, заместитель заведующего Отраслевого центра научно-технической информации по архивоведению и документоведению Всероссийского научно-исследовательского института документоведения и архивного дела (ВНИИДАД). Специалист в области политической истории России середины XIX — начала XX веков. Автор свыше 300 научных и учебно-методических трудов, в том числе ряда вузовских и школьных учебников, энциклопедий, монографий и сборников документов.

## Биография
Александр Витальевич Репников родился 6 марта 1973 года в Москве, в семье служащих.
В 1995 году с отличием окончил исторический факультет Московского Педагогического Университета. В 1994—1998 годах — учитель истории в средней школе города Москвы.
В 1995—1997 годах учился в заочной аспирантуре Московского автомобильно-дорожного института (технического университета). 28 ноября 1997 года досрочно защитил диссертацию на соискание учёной степени кандидата исторических наук на тему «Проблемы государственной власти в концепции русских консервативных мыслителей конца XIX — начала XX вв. (исторический аспект)» по специальности 07.00.02 — Отечественная история. Научный руководитель — С. И. Голубев.
В 1998—1999 годах — редактор издательства «Центр гуманитарного образования и новых технологий».
В 1999—2001 годах — старший преподаватель Военно-технического университета.
В 2000—2001 годах — старший научный сотрудник Российского независимого института социальных и национальных проблем (Центр политической и экономической истории России).
В 2001—2017 годах работал в РИТИ (ГИТИС): доцент, профессор. Учёное звание — доцент (2008).
С 2001 года до февраля 2022 года работал в Российском государственном архиве социально-политической истории (Центр по разработке и реализации межархивных программ документальных публикаций федеральных архивов, с 2011 года — отдел Центр документальных публикаций): спец. 1-й категории, ведущий специалист, главный специалист (с 2010), заместитель начальника Центра (с 2013), начальник отдела «Центр документальных публикаций» (с 2020). Был заместителем председателя Научного совета, членом Экспертно-методического совета РГАСПИ, консультантом Совета молодых учёных и специалистов.
25 октября 2006 года защитил диссертацию на соискание учёной степени доктора исторических наук на тему «Консервативные концепции переустройства России в контексте исторического процесса конца XIX — начала XX веков» по специальности 07.00.02 — Отечественная история. Научный консультант — В. В. Шелохаев.
Член Общества изучения истории отечественных спецслужб.
Лауреат Национальной премии «Лучшие книги и издательства — 2014 года», номинант премии памяти митрополита Московского и Коломенского Макария 2014—2015 годов.

## Сфера научных интересов
История России, историография, археография, теория и практика русского консерватизма и национализма, история политических партий и общественных движений в России, общественная мысль российского зарубежья, политические биографии российских консерваторов.
Изучаемые мыслители: Н. Я. Данилевский, К. Н. Леонтьев, К. П. Победоносцев, Л. А. Тихомиров, М. О. Меньшиков, С. Ф. Шарапов, В. В. Шульгин и другие.

## Основные книги

### Монографии
- Репников А. В. Консервативная концепция российской государственности. — М.: СигналЪ, 1999. — 161 с. — ISBN 5-7017-0297-9
- Репников А. В. Консервативные представления о переустройстве России (конец XIX — начало XX веков). — М.: Изд. Готика, 2006. — 424 с. — ISBN 5-7834-0174-9
- Репников А. В. Консервативные концепции переустройства России. — М.: Academia, 2007. — 520 с. — ISBN 978-5-87444-325-2
- Репников А. В., Милевский О. А. Две жизни Льва Тихомирова. — М.: Academia, 2011. — 560 с. — ISBN 978-5-87444-325-5
- Репников А. В. Консервативные модели российской государственности. — М.: Политическая энциклопедия, 2014. — 527 с. — ISBN 978-5-8243-1854-8 (Рецензия Пущаева Ю. В.)

### Коллективные монографии
- Репников А. В. (в составе коллектива авторов). Консервативные модели внутриполитического развития Российской империи в период правления Александра III // Российская империя: стратегии стабилизации и опыты обновления. — Воронеж: 2004. — С. 313—337.
- Репников А. В. (в составе коллектива авторов, автор главы). Консервативная модель // Модели общественного переустройства России. XX век. — М.: РОССПЭН, 2004. — С. 145—227, 572—580. — ISBN 5-8243-0582-X
- Репников А. В. (в составе коллектива авторов, автор главы). Имперский и национальный принцип в конце XIX — начале XX в. // Патриотизм и национализм как факторы российской истории (конец XVIII в. — 1991 г.). — М.: Политическая энциклопедия, 2015. — С. 283—322. — ISBN 978-5-8243-1974-3

### Сборники документов
О жизненном пути Л. А. Тихомирова
- Дневник Л. А. Тихомирова. 1915—1917 гг. / Сост., авт. вступ. ст. и комм. А. В. Репников. — М.: РОССПЭН, 2008. — 440 с. — ISBN 978-5-8243-0896-9
- Дневник Л. А. Тихомирова. 1905—1907 гг. / Сост. А. В. Репников, Б. С. Котов / Авт. предисл., комм. и примеч. А. В. Репников. — М.: Политическая энциклопедия, 2015. — 599 с. — ISBN 978-5-8243-1985-9
- Дневник Л. А. Тихомирова. 1908—1910 гг. / Сост. А. В. Репников, Б. С. Котов / Авт. предисл., комм., примеч. А. В. Репников. — М.: Научно-политическая книга, 2019. — 374 с. — ISBN 978-5-906594-23-5

О жизненном пути В. В. Шульгина
- Тюремная одиссея Василия Шульгина: Материалы следственного дела и дела заключенного / Сост., вступ. ст. В. Г. Макарова, А. В. Репникова, В. С. Христофорова; Коммент. В. Г. Макарова, А. В. Репникова. — М.: Книжница; Русский путь, 2010. — 480 с. — ISBN 978-5-903081-05-9 (Книжница), — ISBN 978-5-85887-359-4 (Русский путь)
- Шульгин В. В. Россия, Украина, Европа: избранные работы / Сост., авт. вступ. ст. и комм. А. В. Репников. — М.: Содружество «Посев», 2015. — 416 с. — ISBN 978-5-906569-09-7
- Шульгин В. В. 1920 год. Очерки. Три столицы / Сост., авт. вступит. ст. и комм. А. В. Репников. — М.: Содружество «Посев», 2016. — 748 с. — ISBN 978-5-906569-12-7
- Шульгин В. В. Россия в 1917 году: избранные работы / Сост., авт. вступит. ст. и комм. А. В. Репников. — М.: Содружество «Посев», 2020. — 848 с. — ISBN 978-5-906569-16-5

О Революции 1917 года
- Феномен революции в России: истоки и уроки. Страницы документальной истории / Сост., авторы вступ. ст. и комм.: А. В. Репников, Б. С. Котов, П. Ю. Савельев. — М.: ИПК «Астрея-центр», 2017. — 716 с. : ил. — ISBN 978-5-903311-36-1

О I-й Мировой войне
- Свет и тени Великой войны. Первая мировая в документах эпохи. / Сост. А. В. Репников, Е. Н. Рудая, А. А. Иванов; авторы комм. А. В. Репников, А. А. Иванов. — М.: Политическая энциклопедия, 2014. — 414 с. — ISBN 978-5-8243-1898-2
- Первая мировая война в оценке современников: власть и российское общество. 1914—1918: в 4 т. Т. 2: Консерваторы: великие разочарования и великие уроки / Отв. ред. А. В. Репников; сост., авторы пред. и комм. А. В. Репников, А. А. Иванов. — М.: Политическая энциклопедия, 2014. — 652 с. — ISBN 978-5-8243-1895-1 (т. 2), ISBN 978-5-8243-1891-3
- Россия в Великой войне 1914—1918 годов. Образы и тексты / Под общ. ред. А. К. Сорокина, А. Ю. Шутова; рук. авторского колл. А. В. Репников; авторы-сост.: К. М. Андерсон, Б. С. Котов, С. В. Перевезенцев, А. В. Репников, А. А. Ширинянц, А. Ю. Шутов. — М.: Политическая энциклопедия, 2014, — 279 с.: ил. — ISBN 978-5-8243-1936-1
- Брестский мир: пролог, заключение, итоги: Сборник документов / отв. сост. А. В. Репников; сост. А. В. Борисова; при участии Б. С. Котова и Л. В. Ланника. — М.: Политическая энциклопедия, 2022, — 839 с.: ил. — ISBN 978-5-8243-2474-7

О II-й Мировой войне
- Отечество в Великой войне 1941—1945 годов. Образы и тексты / Под общ. ред. А. К. Сорокина, А. Ю. Шутова; руководитель проекта А. В. Репников; авторы-сост.: К. М. Андерсон, З. Н. Вишнякова, Е. М. Мягкова, С. В. Перевезенцев, А. В. Репников, А. А. Ширинянц. — М.: Политическая энциклопедия, 2015. — 279 с.: ил. — ISBN 978-5-8243-1955-2

О II-й Мировой войне
- От национализма к коллаборационизму: Прибалтика в годы Второй мировой войны: документы: в 2 т. / Отв. сост. А. В. Репников, сост. Р. С. Агарков, Ж. В. Артамонова и др. — М.: Политическая энциклопедия, 2018. — ISBN 978-5-8243-2277-4. Т. 1. — 437 с. — ISBN 978-5-8243-2279-8
- От национализма к коллаборационизму: Прибалтика в годы Второй мировой войны: документы: в 2 т. / Отв. сост. А. В. Репников, сост. Р. С. Агарков, Ж. В. Артамонова и др. — М.: Политическая энциклопедия, 2018. — ISBN 978-5-8243-2277-4, Т. 2. — 416 с. — ISBN 978-5-8243-2281-1

### Энциклопедии
- Общественная мысль России XVIII — начала XX века. Энциклопедия / Отв. ред. В. В. Журавлёв, отв. секр. А. В. Репников. — М.: РОССПЭН, 2005. — 640 с. — ISBN 5-8243-0681-8
- Общественная мысль Русского зарубежья: Энциклопедия / Отв. ред. В. В. Журавлёв, отв. секр. А. В. Репников. — М.: Политическая энциклопедия, 2009. — 704 с. — ISBN 978-5-8243-1290-4
- Русский консерватизм середины XVIII — начала XX века. Энциклопедия / Отв. ред. В. В. Шелохаев, отв. секр. А. В. Репников. — М.: Политическая энциклопедия, 2010. — 640 с. — ISBN 978-5-8243-1476-2
- Революционная мысль в России XIX — начала XX века: Энциклопедия / Отв. ред. В. В. Журавлёв, отв. секр. А. В. Репников. — М.: Политическая энциклопедия, 2013. — 613 с. — ISBN 978-5-8243-1834-0

### Учебники
- Репников А. В. (в соавторстве). Рабочая тетрадь к учебнику «Новая история. Часть II»: Для 8 класса. 2-е изд., испр. и доп. — М.: Центр гуманитарного образования, 2000. — 88 c. — ISBN 5-772-0045-5
- Репников А. В. (в соавторстве). Сборник заданий к учебнику В. О. Мушинского «Азбука гражданина». — М.: Центр гуманитарного образования, 2001. — 93 c. — ISBN 5-7662-0065-X
- Репников А. В. (в соавторстве). Сборник заданий к учебнику В. О. Мушинского «Обществознание»: Для 8-9 классов основной школы. — М.: Центр гуманитарного образования, 2001. — 64 c. — ISBN 5-7662-0097-8
- Репников А. В. (в соавторстве). Всеобщая история. История Нового времени. 7 класс. Учебник. — М.: Баласс, 2013. — 304 c. — ISBN 978-5-85939-708-2
- Репников А. В. (в соавторстве). История Нового времени. 8 класс. Учебник. ФГОС. — М.: Баласс, 2015. — 304 c. — ISBN 978-5-85939-385-5
- Репников А. В. (в соавторстве). Отечественная история IX—XIX вв. — М.: Кронус, 2016. — 608 c. — ISBN 978-5-406-00572-9

### Публикации трудов классиков
- Данилевский Н. Я. Россия и Европа: Взгляд на культурные и политические отношения Славянского мира к германо-романскому / Сост., авторы вступ. ст. и коммент. А. В. Репников, М. А. Емельянов-Лукьянчиков. — М.: РОССПЭН, 2010. — 664 с. — ISBN 978-5-8243-1075-7
- Леонтьев К. Н. Избранное / Сост. автор вступ ст. и коммент А. В. Репников. — М.: РОССПЭН, 2010. — 728 с. — ISBN 978-5-8243-1197-6
- Победоносцев К. П. Избранное / Сост. автор вступ ст. и коммент А. В. Репников. — М.: РОССПЭН, 2010. — 648 с. — ISBN 978-5-8243-1142-6
- Тихомиров Л. А. Монархическая государственность / Сост. автор вступ ст. и коммент А. В. Репников. — М.: РОССПЭН, 2010—752 с. — ISBN 978-5-8243-1150-1
- Шарапов С. Ф. Избранное / Сост. автор вступ ст. и коммент А. В. Репников. — М.: РОССПЭН, 2010. — 744 с. — ISBN 978-5-8243-1191-4
- Леонтьев К. Н. Византизм и Славянство: Мир Константина Леонтьева глазами его современников и последователей / Сост., автор вступ. ст. и комм. А. В. Репников. — М.: URSS. 2020. — 256 с. — ISBN 978-5-9710-7212-6

### Научно-популярные издания
- Гагкуев Р. Г., Репников А. В. Великая Революция 1917 года: иллюстрированная летопись. — М.: Эксмо: Яуза, 2017. — 224 с. : ил. — ISBN 978-5-699-92276-5
- Гагкуев Р. Г., Репников А. В. Великий и страшный 1918 год: иллюстрированная летопись начала Гражданской войны в России. — М.:Яуза-каталог, 2022. — 400 с. : ил. ISBN 978-5-00155-526-1
- Репников А. В. Петр I. — М.: РИПОЛ классик, 2022. — 112 с. : ил. — ISBN 978-5-386-14559-0
- Репников А. В. Екатерина I. — М.: РИПОЛ классик, 2022. — 112 с. : ил. — ISBN 978-5-386-14543-9
- Репников А. В. Размышления о русском консерватизме: статьи, рецензии, интервью, воспоминания, библиография. М.: Прометей, 2024. — 1032 с., илл. ISBN 978-5-00172-617-3

## Перечни научных трудов
- Перечень трудов А. В. Репникова в базе данных РИНЦ
- Перечень трудов А. В. Репникова в базе данных информационно-аналитической системы «Истина»
- [Библиография Репникова А. В.] // Открытые тайны истории. Библиография трудов сотрудников РЦХИДНИ—РГАСПИ: год за годом (1992—2011). — М.: РОССПЭН, 2011.[12]
- Перечень основных трудов Репникова А. В. — в энциклопедии: История русской социально-политической мысли в XXI веке: исследователи и исследования. Энциклопедия / Сост. А. А. Горохов, Ю. А. Зеленин, А. А. Ширинянц. — М.: Изд. МГУ, 2015. С. 383—384. — ISBN 978-5-19-011121-7

## Членство в редакционных советах журналов
- Журнал «Интеллигенция и мир»[16]
- Журнал российских и восточноевропейских исторических исследований[17]
- Журнал «Вестник ВНИИДАД»[18]
- Гуманитарный вестник Военной академии ракетных войск стратегического назначения им. Петра Великого.[19]

## Избранные выступления в СМИ
- Беседы о русской истории. К 100-летию Октябрьской революции // Телеканал «Союз», 9.08.2018
- Беседы о русской истории. К 100-летию Октябрьской революции // Телеканал «Союз», 16.08.2018

## Награды, премии
- Благодарность директора РГАСПИ за многолетнюю плодотворную деятельность на благо РГАСПИ и в связи с 85-летием РГАСПИ (2006)
- Почётная грамота директора РГАСПИ за добросовестный труд по сохранению Архивного фонда России и в связи с 90-летием РГАСПИ (2011)
- Благодарностью руководителя Федерального архивного агентства за многолетний добросовестный труд в архивных учреждениях и в связи с 90-летием РГАСПИ (2011)
- Нагрудный знак «90 лет РГАСПИ» № 108 (2011)
- Благодарность Фонда по премиям памяти Митрополита Московского и Коломенского Макария (Булгакова) за высокие научные достижения в конкурсе научных трудов на соискание Макариевской премии (2011)[20]
- Национальная премия «Лучшие книги, издательства, проекты» [21]